# Rodium(III)nitraat
Rodium(III)nitraat is een anorganische chemische verbinding. Het is het zout van rodium en salpeterzuur  en vormt een grondstof voor de synthese van verschillende rodiumkatalysatoren.
Rodium(III)nitraat-dihydraat kan gemaakt worden door rodium(III)oxide te laten reageren met salpeterzuur bij 70 to 80 °C.
{\displaystyle {\ce {Rh2O3 + 6 HNO3 -> 2 Rh(NO3)3 + 6 H2O}}}